# Klaus Bußmann
Klaus Bußmann (* 8. Juni 1941 in Aachen; † 27. April 2019 in Münster) war ein deutscher Kunsthistoriker.

## Leben
Klaus Bußmann studierte Kunstgeschichte, Soziologie und Geschichte in Münster, Berlin, Basel und Paris und wurde über den deutschen Architekten Wilhelm Ferdinand Lipper promoviert. In Münster war er von 1968 bis 1977 Referent am Westfälischen Landesmuseum für Kunst und Kulturgeschichte, von 1977 bis 1984 Professor für Kunstgeschichte an der Fachhochschule Münster und von 1985 bis zu seinem Ruhestand 2004 Direktor des Westfälischen Landesmuseums für Kunst und Kulturgeschichte.
Zudem war er, zusammen mit Kasper König, Kurator und Begründer der Skulptur.Projekte Münster sowie Kommissar für die beiden mit einem goldenen Löwen ausgezeichneten Beiträge der Bundesrepublik Deutschland bei der Biennale von Venedig (1991 an Bernd und Hilla Becher und an Reinhard Mucha, 1993 an Nam June Paik und an Hans Haacke). Von 1996 bis zum Jahr 2004 war Klaus Bußmann Vorsitzender des Kunstbeirates der Bundesregierung. Er war Träger unter anderem des Preises des deutschen Kritikerverbandes (1988), der Paulus-Plakette der Stadt Münster (1993) und des Bundesverdienstkreuzes am Bande (2005). Auf seine Anregung geht der museale Teil des inzwischen am Widerstand des Landschaftsverbandes Westfalen-Lippe und der Bürger der Stadt Münster gescheiterten „Kulturforums Münster“ (Museum für Gegenwartskunst) zurück.

## Schriften
- Eduardo Chillida – Hauptwerke. Chorus-Verlag, Mainz 2003, ISBN 3-931876-48-9.
- Wilhelm Ferdinand Lipper. Ein Beitrag zur Geschichte des Frühklassizismus in Münster. Aschendorff, Münster 1972 (= Westfalen. Sonderh.; 18), zugl. Dissertation, Münster.
- Burgund. Kunst, Geschichte, Landschaft. Burgen, Klöster und Kathedralen im Herzen Frankreichs: Das Land um Dijon, Auxerre, Nevers, Autun und Tournus. DuMont Kunst-Reiseführer. DuMont Buchverlag. Köln 1977.
- Paris und die Ile de France. Die Metropole und das Herzland Frankreichs. Von der antiken Lutetia bis zur Millionenstadt. DuMont Kunst-Reiseführer. DuMont Buchverlag, Köln 1980.
- Daniel Buren. Les Cadres décadrés (Dokumente unserer Zeit Band XXXVI). mit Texten von Daniel Buren und Klaus Bussmann (deutsch, englisch, französisch). Chorus-Verlag für Kunst und Wissenschaft, Mainz 2006, ISBN 3-926663-36-7.

## Herausgeber
Sammlungs- und Ausstellungskataloge, Kongressakten
- Europa im 17. Jahrhundert: Ein politischer Mythos und seine Bilder. Kolloquiumsakten, Münster 2001. Steiner, Stuttgart 2004, ISBN 3-515-08274-3.
- Intermedia – Dialog der Medien. Ausstellung, Siegen, Museum für Gegenwartskunst. 2001, ISBN 3-935874-01-4.
- David Rabinowitch: Metrische (romanische) Konstruktionen. Ausstellung, Münster, Landesmuseum 2000. Chorus-Verlag, München 2000, ISBN 3-931876-33-0.
- 1648 – Krieg und Frieden in Europa. Europarats-Ausstellung, Münster und Osnabrück, 1998. Veranst.-Ges. 350 Jahre Westfälischer Friede, Münster 1998, DNB 957511841.
- 1648 – Krieg und Frieden in Europa. Text- und Abbildungsbände, 3 Bde., Veranst.-Ges. 350 Jahre Westfälischer Friede, Münster 1998, ISBN 3-88789-127-9.
- Skulptur. Projekte in Münster 1997. Ausstellung. Hatje, Ostfildern-Ruit 1997, ISBN 3-7757-0649-6.
- Johann Conrad Schlaun, 1695–1773 : Architektur des Spätbarock in Europa. Ausstellung, Münster Landesmuseum. Oktagon, Stuttgart 1995, ISBN 3-927789-78-X.
- Soulages – Lebendiges Licht, Malerei und die Fenster von Conques. Ausstellung. Landesmuseum, Münster 1994, DNB 943971551.
- Fabrikhallen. anlässlich der Ausstellung Bernd und Hilla Becher: Typologien. Landesmuseum, Münster 1994, ISBN 3-88814-758-1.
- Durchfreuen der Natur: Blumen, Gärten, Landschaften ; August Macke und die Expressionisten in Westfalen. Ausstellung. Landesmuseum, Münster 1994, ISBN 3-87088-836-9.
- Rémy Zaugg: Vom Bild zur Welt. anlässlich der Ausstellung Jemand, Münster, Landesmuseum, 1993. König, Köln 1993, ISBN 3-88375-176-6.
- Nam June Paik, eine data base. Ausstellungskatalog, Deutscher Pavillon auf der Biennale di Venezia. Cantz, Stuttgart 1993, ISBN 3-89322-573-0.
- Hans Haacke, Bodenlos. Ausstellungskatalog, Deutscher Pavillon auf der Biennale di Venezia. Cantz, Stuttgart 1993, ISBN 3-89322-557-3.